# Dracurella
Dracurella fue una serie de cómics creada por Julio Ribera para la revista francesa "Pilote" en 1973. 

## Trayectoria editorial
En Francia, se han lanzado tres recopilaciones en formato álbum:
- Dracurella (Dargaud, 04/1976);
- Le fils de Dracurella (Dargaud, 01/1979), y
- L'oncle de Dracurella (Mc Productions, 10/1987).[1]

En España, país natal de su autor, Dracurella solo se publicó de forma serializada en la revista "Blue Jeans" de Nueva Frontera en 1977.